# China-EU School of Law
Die China-EU School of Law (CESL; chinesisch: 中欧法学院) an der China University of Political Science and Law ist eine internationale juristische Hochschule, die sich hauptsächlich in Peking, China, befindet. Die CESL wurde auf der Grundlage eines Abkommens zwischen der Europäischen Gemeinschaft und der Regierung der Volksrepublik China gegründet. Es ist die einzige chinesisch-ausländische juristische Fakultät, die in China akkreditiert ist. Die derzeitigen Co-Dekane sind Liu Fei, Bengt Lundell und Monty Silley.

## Geschichte
Der Vorläufer der CESL war das „EU-China Legal and Judicial Cooperation Programme“, das von 2000 bis 2005 lief. Der ehemalige chinesische Justizminister Zhang Fusen sprach 2003 erstmals von der Idee, eine chinesisch-europäische juristische Fakultät einzurichten. Der Leiter der Delegation der Europäischen Kommission in China, Serge Abou, warb bei der Europäischen Gemeinschaft ebenfalls für diese Idee. Im Jahr 2007 unterzeichneten der chinesische Außenminister Li Zhaoxing, der stellvertretende chinesische Handelsminister und derzeitige stellvertretende Generaldirektor der WTO, Yi Xiaozhun, und die EU-Kommissarin für Außenbeziehungen, Benita Ferrero-Waldner, im Namen der Europäischen Kommission und der chinesischen Regierung eine Finanzierungsvereinbarung zur Gründung einer chinesisch-europäischen Rechtsschule, die „das Verständnis für die Rechtssysteme der jeweils anderen Seite verbessern soll“.
„Die CESL erregte bereits vor ihrer offiziellen Eröffnung großes Aufsehen.“ Vor der Gründung der CESL erklärte Premierminister Wen Jiabao, dass „die CESL viele talentierte Juristen mit Kenntnissen sowohl des chinesischen als auch des westlichen Rechts ausbilden wird“. Die Europäische Kommission erklärte, dass das CESL „den Aufbau von Governance-Kapazitäten durch die Verbesserung der Kenntnisse, Fähigkeiten und Leistungen der chinesischen Juristen in Bezug auf europäisches und internationales Recht“ anstrebt und „zur Rechtsstaatlichkeit in China beitragen wird, indem es allen Angehörigen der Rechtsberufe eine qualitativ hochwertige juristische Ausbildung im EU- und internationalen Recht sowie praktische juristische Fähigkeiten bietet“.
Die Eröffnungszeremonie der China-EU School of Law fand am 23. Oktober 2008 in Anwesenheit des damaligen chinesischen Vizepremiers und heutigen Ministerpräsidenten Li Keqiang und des Präsidenten der Europäischen Kommission Jose Manuel Barroso statt. Die Asia Times erklärte, die Gründung der CESL sei ein Zeichen für den „Grad der Offenheit Chinas“.
Das britische Oberhaus vertrat die Auffassung, dass die Gründung der China-EU School of Law (CESL) im Jahr 2008 der erste Versuch war, die juristische Zusammenarbeit zwischen China und dem Westen zu institutionalisieren. Die CESL war die erste juristische Hochschule in China, die vom Bildungsministerium der Volksrepublik China im Rahmen des Abkommens über gemeinsam verwaltete chinesische und ausländische Hochschulen genehmigt wurde.
Ziel der CESL ist es, eine Plattform für europäische Wissenschaftler und Studenten zu schaffen, um das chinesische Recht zu verstehen, für chinesische Rechtswissenschaftler und Studenten, um das europäische und internationale Rechtssystem zu verstehen, sowie die chinesische Regierung in ihrem Bemühen zu unterstützen, eine Gesellschaft auf der Grundlage der Rechtsstaatlichkeit zu entwickeln. Der Präsident der Europäischen Kommission, Jose Manuel Barroso, erklärte: „Natürlich gibt es Hunderte von Rechtsschulen in China. Aber diese Schule hat eine besondere Aufgabe. Sie wird international und europäisch sein, und sie ist dem Streben nach Exzellenz durch die Qualität ihrer Studenten und ihrer Professoren verpflichtet“.

## Konsortium
Die CESL basiert auf einem chinesisch-europäischen Konsortium, das sich aus dreizehn europäischen Universitäten, zwei chinesischen Universitäten und der chinesischen Staatsanwaltschaft zusammensetzt. „Die Partner der China-EU School of Law gehören zu den besten Universitäten weltweit.“ Dazu gehören: die China University of Political Science and Law (China), die Universität Hamburg (Deutschland), die Tsinghua University (China), die KU Leuven (Belgien), die Universität Maastricht (Niederlande), das Trinity College Dublin (Irland), die Autonome Universität Madrid (Spanien), die Universität Bologna (Italien), die Universität Lund (Schweden), die Central European University (Ungarn), die Jagiellonen-Universität (Polen), die Universität Manchester (Vereinigtes Königreich), die Universität Straßburg (Frankreich), die Wirtschaftsuniversität Wien (Österreich), die Eötvös-Loránd-Universität (Ungarn) und das National Prosecutors College (China).
Diese Partner stellen Lehrpersonal und Finanzmittel zur Verfügung. Das Konsortium wird von der Universität Hamburg koordiniert. Das CESL hat auch den offiziellen Status einer Abteilung oder Schule der China University of Political Science and Law, die ihrerseits „eine der ranghöchsten Universitäten Chinas auf dem Gebiet des Rechts“ ist.

## Reputation
Die CESL gilt als eine der besten juristischen Fakultäten in Asien und vielleicht sogar als die beste in China und genießt ein hohes Ansehen. Sie ist die führende Institution für das Studium des europäischen und internationalen Rechts in China sowie für das Erlernen des chinesischen Rechts in englischer Sprache. Der Asian Korrespondent würdigte die Schule als „darauf ausgerichtet, die besten Juristen auszubilden, die im Rahmen der chinesisch-europäischen Beziehungen praktizieren“[19] Nicolas Chapuis, Botschafter der Europäischen Union in China, sagte: „Die CESL hat sich als ein Exzellenzzentrum für die juristische Ausbildung erwiesen. Außerdem hat es eine einzigartige Plattform für den Austausch zwischen chinesischen und europäischen Studenten, Wissenschaftlern und Juristen geschaffen.“
Da das CESL „die besten Talente aus China und Europa anzieht“, wurde es als „ein aufsteigender Stern in Chinas juristischer Ausbildung“ bezeichnet, und Rankings bestätigen, dass „das CESL eine der besten Schulen in Asien ist“ Die Shanghaier Organisation für Zusammenarbeit bezeichnete das CESL als „eine der besten Universitäten des Landes, die juristische Ausbildung anbieten“.
Die der CESL zugrundeliegende Partnerschaft setzt sich aus vielen Top-Rechtsschulen in Europa und China zusammen: „Elf von ihnen gehören laut QS World University Ranking 2018 zu den besten Universitäten der Welt.“ Sie ist außerdem als eine der Graduiertenschulen der China University of Political Science and Law (CUPL) integriert, die „eine der am höchsten bewerteten akademischen juristischen Institutionen in China ist.“ Absolventen der chinesischen juristischen Master- und Promotionsstudiengänge der CESL erhalten einen Abschluss der CUPL, die „insbesondere im Bereich der Rechtswissenschaften zu den besten Universitäten in China [gehört]“ und 2018 von CUCAS, dem offiziellen chinesischen Hochschulzulassungssystem, sowie in anderen Rankings auf Platz 1 für juristische Studiengänge in China gesetzt wurde. Monika Auweter-Kurtz, Präsidentin der Universität Hamburg, stellte fest, dass die CESL eine „konkurrenzlose Position im globalen Bereich der Hochschulbildung“ einnimmt.
Mit starker Unterstützung sowohl der Europäischen Gemeinschaft als auch der Volksrepublik China gilt die China-EU School of Law als eines der größten EU-Bildungsprojekte in China. Der EU-Botschafter in China, Nicolas Chapuis, erklärte, „die China-EU School of Law sei das Flaggschiff der europäisch-chinesischen Zusammenarbeit.“ Auch der Präsident der Europäischen Kommission, José Manuel Barroso, bezeichnete die CESL als „Flaggschiff unserer strategischen Partnerschaft“ zwischen China und der EU. Er erkannte an, dass „diese juristische Fakultät durch die Qualität ihrer Studenten und Professoren dem Streben nach Exzellenz verpflichtet ist“ und verglich die CESL mit der erstklassigen China Europe International Business School und sagte, dass die CESL „das Ziel haben sollte, die Beste zu sein“. Die deutsche Justizministerin Brigitte Zypries sagte, dass die Gründung der China-Europe School of Law ein Projekt von enormer Bedeutung für Deutschland darstellt.

## Berufsbildungsprogramme
Die CESL ist eine „juristische Hochschule für chinesische und europäische Juristen in allen Phasen ihres Berufslebens“ und bietet Ausbildungsprogramme für chinesische Richter und Staatsanwälte, chinesische und europäische Rechtsanwälte und andere Juristen an. Für die Ausbildung von Richtern und Staatsanwälten arbeitet die CESL mit der Chinesischen Nationalen Richterakademie und der Chinesischen Nationalen Staatsanwaltsakademie zusammen. Die Ausbildung von Anwälten wird entweder vollständig vom CESL oder in Zusammenarbeit mit Anwaltsverbänden organisiert. Über 9.000 Fachleute haben bisher an 90 verschiedenen Ausbildungskursen teilgenommen.

## Forschung und Beratung
Ziel der Forschungs- und Beratungsarbeit des CESL ist es, einen Beitrag zum rechtlichen Transformationsprozess in China und zu den Forschungsbemühungen der chinesisch-europäischen akademischen Gemeinschaft zu leisten. Das CESL unterstützt die Forschung in allen Bereichen, die mit chinesisch-europäischen Rechtsfragen zusammenhängen. Dazu gehören der Rechts- und Verwaltungswandel in China, China und Europa in einer globalisierenden Welt, vergleichendes Wirtschafts- und Handelsrecht sowie Rechtstheorie, Recht und Kultur. Das CESL ist sehr aktiv, wenn es darum geht, Rechtswissenschaftler und Praktiker zusammenzubringen, um rechtliche Entwicklungen zu analysieren, Ideen auszutauschen und politische Entscheidungsträger über bewährte Verfahren zu beraten. Die Schule hat mehr als 50 Konferenzen und Workshops organisiert. Darüber hinaus waren mehr als 150 Wissenschaftler an 35 spezifischen Forschungsprojekten beteiligt. Insgesamt haben mehr als 1 400 Wissenschaftler an Workshops, Konferenzen und Sonderprojekten der CESL teilgenommen.
Im Jahr 2011 gründete das CESL außerdem das Institut für Rechtsphilosophie und interdisziplinäre Rechtsforschung (LPI), das von Prof. Zheng Yongliu geleitet wird, der von China Today zu den „100 einflussreichsten Rechtswissenschaftlern Chinas“ gezählt wird.

## Beschäftigungsstatistiken
Die CESL erhebt die Beschäftigungsstatistiken für die Absolventen eines jeden Jahrgangs. Die Schule hat eine sehr hohe Beschäftigungsquote nach dem Studium, wobei praktisch alle Absolventen nach ihrem Abschluss ein Jobangebot erhalten. Die Beschäftigungsstatistik jedes Jahrgangs liegt bei über 90 %. „In den letzten fünf Jahren fanden zwischen 93 und 100 % der Absolventen der China-EU School of Law innerhalb von drei Monaten nach ihrem Abschluss eine Anstellung im juristischen Sektor oder nahmen ein weiterführendes Studium auf.“
Grundsätzlich „finden alle Absolventen Arbeit - meist in Anwaltskanzleien“ Die jüngsten Beschäftigungsstatistiken zeigen, dass innerhalb von drei Monaten nach dem Abschluss über 95 % der CESL-Absolventen entweder als Anwälte arbeiten oder ein weiterführendes Master-/Promotionsstudium absolvieren. Die meisten Absolventen arbeiten in großen Anwaltskanzleien (41 %), gefolgt von Stellen im öffentlichen Sektor (27 %), in der Rechtsabteilung von Finanzinstituten (13 %) oder als Syndikusanwälte in anderen Unternehmen (6 %), und die übrigen (8 %) studieren weiter.
Es wurde gesagt, dass „die Studenten der China-EU School of Law einen großen Vorteil haben. Mit ihrer internationalen Ausbildung haben sie bereits einen Fuß in der Tür internationaler Anwaltskanzleien oder Kanzleien, die internationale Rechtsangelegenheiten bearbeiten.“ Michael Westhagemann, der frühere Vorstandsvorsitzende der Siemens AG, sagte: „Absolventen der CESL, die gelernt haben, sowohl chinesische als auch EU-Rechtsfragen strukturell zu analysieren, erfüllen unsere Anforderungen in hervorragender Weise“. Die EU-Delegation in China hat festgestellt, dass „alle Absolventen des Masterprogramms heute in gehobenen juristischen Positionen in China und Europa tätig sind.“ Mehrere CESL-Absolventen gehören zu den „führenden juristischen Talenten“ Chinas, darunter zwei, die in Chinas „Top 30 unter 30“ gelistet sind.

## Namhafte Professoren
- Florence Benoît-Rohmer – Professorin an der Universität Straßburg, ehemalige Dekanin der juristischen Fakultät der Robert-Schuman-Universität, Menschenrechtsexpertin und ehemalige Generalsekretärin des Europäischen Interuniversitären Zentrums für Menschenrechte und Demokratisierung
- Ninon Colneric – ehemalige Co-Dekanin der CESL und ehemalige Richterin am Europäischen Gerichtshof
- Stéphanie Balme – Dekanin der Sciences Po und Expertin für europäisch-chinesische Rechtsvergleichung
- Matthias Storme – Professor an der Universität Leuven und der Universität Antwerpen, Jurist und konservativer Philosoph
- Geert Van Calster – belgischer Rechtswissenschaftler und Professor an der KU Leuven
- Csongor István Nagy – ungarischer Rechtswissenschaftler und Leiter des Lehrstuhls für Internationales Privatrecht an der Universität Szeged
- Attila Menyhárd – Ungarischer Rechtswissenschaftler und Leiter der juristischen Fakultät der Eötvös-Loránd-Universität
- Peter Van den Bossche – Berufungsrichter bei der WTO und Professor an der Universität Maastricht
- Fang Liufang – Chinesischer Rechtswissenschaftler und ehemaliger Co-Dekan der CESL

## Veröffentlichung
- Das China-EU Law Journal

Die CESL hat 18 Bücher verfasst und über 75 Artikel im China-EU Law Journal veröffentlicht.